# 박종철 고문치사 사건
박종철 고문치사 사건(朴鍾哲 拷問致死 事件)은 1987년 1월 14일 대한민국 서울특별시 용산구에 위치한 남영동 대공분실에서 경찰 수사관들이 서울대학교 언어학과 학생 박종철을 심문하던 중 물고문으로 요절에 이르게 한 사건이다. 이 사건을 계기로 성공회 서울주교좌대성당에서 집회가 시작되었고, 6월 항쟁의 직접적인 도화선이 되었다고 평가받는다.

## 전개

### 고문치사와 사건 은폐
사건 당시 박종철 학생은 서울대학교 인문대학 언어학과 재학생이었다. 1986년 청계피복노조 합법화 요구 시위를 한 이유로 구속되어 징역을 선고받은 바 있고, 출소 이후에도 학생 운동에 적극적으로 참여하였다. 이후 1987년 1월 13일 자정경 하숙집에서 치안본부 대공분실 수사관 6명에게 연행되었다. 당시 연행 명목은 대학문화연구회 선배이자 '민추위' 지도위원으로 수배받고 있었던 박종운에 대한 정보를 파악하기 위한 것이었다.
취조실에 연행해간 공안 당국은 박종철에게 박종운의 소재를 물었으나, 박종철은 순순히 대답하지 않았다. 이에 경찰은 잔혹한 폭행과 전기고문, 물고문 등을 가하였고, 박종철은 끝내 1987년 1월 14일 치안본부 대공수사단 남영동 분실 509호 조사실에서 요절했다. 11시 45분경 중앙대 용산병원 의사 오연상이 현장에 도착해 검진했을 당시 이미 숨져 있었다. 경찰은 14일 밤에 사건을 은폐하기 위해 화장할 계획이었으나, 최환 부장검사는 사체보존명령을 내렸다. 사건 지휘는 그날 밤 당직이었던 안상수 검사가 맡았다.
사건 다음 날 1월 15일 오후 6시가 넘어 한양대 병원에서 부검이 실시되었다. 부검 결과 온몸에 피멍이 들고 엄지와 검지 간 출혈 흔적과 사타구니,폐 등이 훼손되어 있었으며 복부가 부풀어 있고 폐에서 수포음이 들렸다. 부검은 국립과학수사연구소 부검의 황적준 박사, 한양대 박동호 교수가 맡았다. 군부와 경찰의 협박과 회유를 물리치고 1월 17일 황적준 박사는 보고서를 작성했으며, 1년 뒤 부검 과정에서 받았던 경찰의 회유와 협박을 받은 내용을 적은 일기장을 언론에 공개하기도 하였다.
한편 박종철이 희생하며 구해냈던 선배 박종운은 2000년 한나라당(현 국민의힘)에 입당 후 극우-뉴라이트 계열로 변절하여 이명박과 박근혜를 지지하는 등 정치 행보를 걷게 되었다.

### 언론보도와 부검

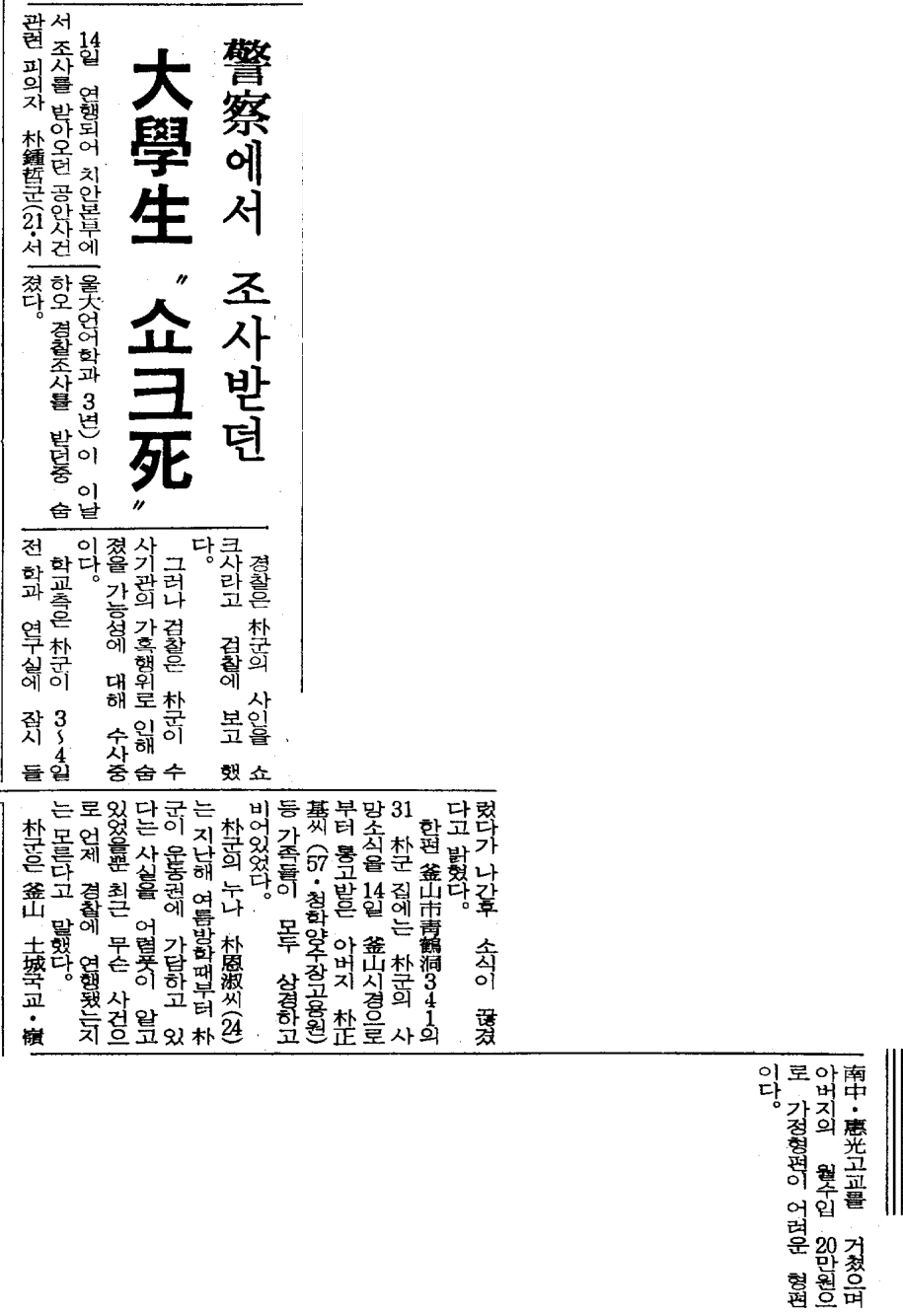
1987년 1월 15일 중앙일보에 삽입된 '경찰에서 조사받던 대학생 쇼크사' 기사

박종철 학생의 요절 이후 중앙일보의 신성호 기자는 한 검찰 간부가 “경찰, 큰일 났어”라고 무심코 내뱉은 한마디에서 단서를 잡고, 1월 15일 ‘경찰에서 조사받던 대학생 쇼크사’라는 2단 기사를 데스크로 내보냈고, 석간에 단신으로 실렸다. 이 소식은 다른 국내 언론과 외국 언론에서도 인용되었고, 그날 KBS와 MBC 저녁뉴스에서도 단신으로 내보냈다.
보도 다음 날인 1월 16일 강민창 당시 내무부 치안본부장과 박처원 치안감이 기자회견을 열었다. 여기서 그는 “냉수를 몇 컵 마신 후 심문을 시작, 박종철 군의 친구의 소재를 묻던 중 책상을 '탁' 치니 갑자기 ‘억’소리를 지르면서 쓰러져, 중앙대 부속 병원으로 옮겼으나, 12시경 요절하였다”고 발표하였다. 그러나 동아일보는 당시 부검의 의사로 대공분실 509호실에 출입했던 오연상으로부터 "사건현장에 물이 흥건한 것을 목격했다"는 진술을 확보하며, 고문에 의한 요절 가능성을 처음으로 제기했다.
결국 기자회견 4일 만인 1월 19일, 강 치안본부장은 다시 특별 기자회견을 열어 기존의 입장을 뒤집고 "박종운 군의 소재를 묻는 심문에 답하지 않자 머리를 한 차례 잠시 집어넣고 내놓았으며, 계속 진술을 거부하자 다시 집어넣는 과정에서 급소인 목 부위가 욕조 턱에 눌려 질식사했다"고 "가혹행위"로 인한 요절을 시인하였다. 이후 조한경과 강진규 등 고문 경찰관 2명을 사건 주도자로 지목해 구속, 사건을 축소하였다. 그리고 부검을 거친 박종철 군의 시신은 가족 허락도 없이 벽제 화장터에서 시신을 화장하는 등 증거인멸을 시도했다.
사건 수습을 위해 내무부장관에 임명된 정호용은 “사람이 사람을 어떻게 때리느냐”며 고문이 있었다는 사실을 부인했는데, 그는 광주 민주화 운동 당시 특전사령관으로 민중 학살의 책임자 중 하나로 지목되던 사람이었기에 이 말 역시 한동안 사람들 입에 오르내렸다.

### 천주교 사제단의 폭로
사건 주도자로 구속된 경찰 두 명은 서울남부구치소에 수감됐다. 당시 안유 구치소 보안계장은 이들을 접하는 과정에서 그들 외에 추가로 경찰관 3명이 고문에 관여하였고, 경찰은 이를 조직적으로 은폐하려 한다는 정황을 포착했다. 안 계장은 마침 수감 중이었던 이부영 당시 전민련 상임의장에게 그 사실을 전달하였고, 이 씨는 쪽지에 추가 관여 은폐 사실을 적은 뒤 서로 친분이 있었던 한재동 교도관을 통해 외부에 전달토록 하였다. 해당 쪽지는 천주교 정의구현 전국사제단의 김승훈 신부와 함세웅 신부에게까지 전달되었다.
1987년 5월 18일, 광주민주화운동 7주기 추도미사 도중 김승훈 신부가 박종철 고문치사사건의 진상이 조작되었음을 폭로하였다. 대공경찰의 대부라는 치안본부 5차장 박처원의 주도 아래 모두 5명이 가담한 고문치사사건을 단 2명만이 고문에 가담한 것으로 꾸미고, 총대를 멘 2명에게는 거액의 돈을 주었다는 사실을 새롭게 밝혔다. 폭로 다음 날 통일민주당에서는 당 차원에서 진상조사를 벌이겠다고 밝혔고, 아버지 박정기 씨는 명확한 진상규명과 국가를 상대로 한 손해배상 소송을 대행 해 달라는 진정서를 대한변협 측에 전달하였다.

## 기타
- 당시 경찰이 박종철을 고문치사 하면서 까지 소재를 밝히려 했던 장본인 박종운은, 이후 한나라당 지구당 위원장을 지냈고 국회의원 선거에도 출마하여 논란이 일었다.[13]
- 수사를 지휘했던 신창언 검사는 이후 민자당(현 미래통합당의 전신)의 추천으로 헌법재판관을 지냈다.[14]
- 담당 검사였던 박상옥은 2015년 박근혜 정권에서 대법관 후보자로 지명되었다. 당시 박상옥 검사는 사건이 축소, 은폐된 사실을 알고도 수사를 확대하지 않았던 것으로 드러나 논란을 빚었다.[15]
- 담당 검사였던 안상수는 한나라당 당 대표를 역임했으며, 현 창원시장으로 선출되었다. 안상수는 수사 당시 사건 은폐에 가담한 것으로 알려져 논란이 일었다.[16][17]
- 2019년 6월 2일 일요일 오후에 방송된 SBS 예능 프로그램 《런닝맨》에서는 이날 방송 내용 중 전소민이 사레 들린 기침을 하자 ‘1번을 탁 찍으니 억 사례 들림’이라는 내용의 박종철 고문치사 사건을 희화화하는 자막이 삽입돼 논란을 자아냈다.

## 같이 보기
- 《1987》 - 2017년 개봉한 영화. 박종철 고문치사 사건을 소재로 삼았다.